# Čtyři hvězdičky
Čtyři hvězdičky (v originále Quatre Étoiles) je francouzský hraný film z roku 2006, který režíroval Christian Vincent. Snímek měl světovou premiéru na L'Alpe d'Huez International Comedy Film Festivalu dne 20. ledna 2006.

## Děj
Francie Dumanoir je učitelka angličtiny v pařížském regionu. Když zdědí 50 000 eur, rozhodne se dopřát si pár luxus v hotelu Carlton v Cannes na Azurovém pobřeží. Tam se seznámí se Stéphanem Lachesnayem, barvitým mytomanem, který se ji snaží podvést. Mladá dáma se nevzdává, ale je svedena. Nakonec se společně pokusí podvést bývalého závodního jezdce.

## Obsazení
| Isabelle Carré           | France Dumanoir        |
| José Garcia              | Stéphane Lachesnaye    |
| François Cluzet          | René                   |
| Jean-Paul Bonnaire       | Jacky Morestel         |
| Michel Vuillermoz        | Marc                   |
| Mar Sodupe               | Christina              |
| Guilaine Londez          | Marianne               |
| Charline Paul            | sousedka               |
| Olivier Dazat            | Casteldi               |
| Luis Rego                | Robert                 |
| Renée Le Calm            | slečna Poilloux        |
| Éliane Adatto            | správcová              |
| Vincent Andrieu          | zaměstnanec u notáře   |
| Jean-Claude Bolle-Reddat | recepční               |
| Joseph Braconnier        | nosič zavazadel        |
| Claire Charré            | bankovní poradce       |
| Marius Colucci           | zaměstnanec na recepci |
| Jean-Louis Combelles     | ředitel hotelu         |
| Fernand Dalmasso         | automobilista          |
| Sébastien Féron          | majitel půjčovny       |
| Raymond Gil              | notář                  |
| Colette Grivet           | uklízečka              |
| Stéphane Jouin           | barman                 |
| Gérard Jumel             | ředitel                |
| Philippe Manesse         | muž na hipodromu       |
| Richard Morgiève         | kněz                   |
| Patrick Palmero          | Roberto                |
| Philippe Smail           | Bruno                  |